# Staphida everetti
Staphida everetti là một loài chim trong họ Zosteropidae.